# Mad Cobra

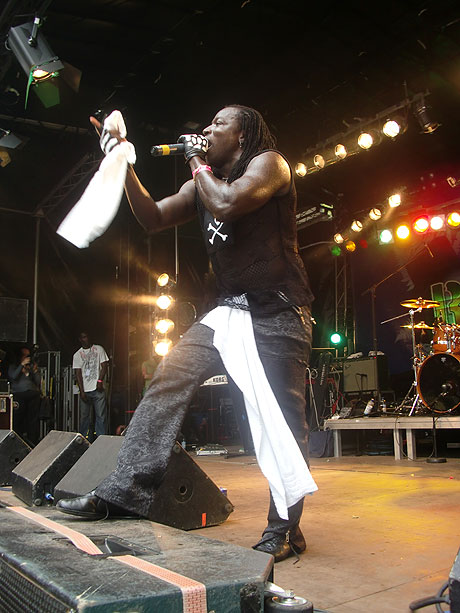
Mad Cobra auf dem Reggae Jam 2010 in Bersenbrück, Deutschland

Mad Cobra, oder auch nur Cobra, (* 31. März 1968 als Ewart Everton Brown in Kingston) ist ein jamaikanischer Reggae- und Dancehall-Deejay. Er ist der erste Dancehall- bzw. Reggaekünstler, der einen Hit in den Billboard Hot Rap Tracks Charts hatte.

## Biografie
Mad Cobra wurde in Kingston, Jamaika, geboren. Aufgewachsen ist er jedoch im Landkreis Saint Mary Parish. Als Teenager zog er wieder zurück nach Kingston. Der Name Mad Cobra stammt von einem Bösewicht aus den G.I. Joe-Comics. Den Namen trägt er, seitdem er als Deejay aktiv ist. Seine Karriere begann als Teenager bei verschiedenen lokalen Soundsystems. Die erste Dubplate mit dem Namen "Respect Woman" erschien 1989 und wurde von seinem Onkel Delroy "Spiderman" Thompson produziert, der für das Label Tuff Gong als Musikproduzent und Komponist aktiv war. Bei der zweiten Dubplate arbeitete er mit der jamaikanischen Sängerin Tricia McKay zusammen. Der Song mit dem Namen "Na Go Work" wurde ein lokaler Hit. Produziert wurde er von Carl "Banton" Nelson, der schon Singles für bekannte Künstler wie King Tubby und andere produzierte. Inspiriert von dem jamaikanischen Deejay Ninjaman begann Mad Cobra viele Songs mit sogenannten Gun Lyrics zu schreiben und zu veröffentlichen. Darunter waren Klassiker wie "Shoot to Kill", "Merciless" "Bad Boy" und "Ze Taurus". 1990 schloss Mad Cobra einen Vertrag mit dem Produzenten Donovan Germain, dem Besitzer des Labels Penthouse Records. In Zusammenarbeit mit Germain und dem Songwriter Dave Kelly hatte er mit den Singles "Yush" und "Gundelero" seine ersten Hits. Diese und die gemeinsame Single "Feeling Lonely" mit Beres Hammond machten ihn auch außerhalb von Jamaika bekannt. 1991 erschien sein erstes Album mit dem Namen "Bad Boy Talk" auf Penthouse Records. Mit diesen Album wurde er einer der gefragtesten Deejays von Jamaika jener Zeit. Im selben Jahr noch veröffentlichte Mad Cobra ein zweites Album auf dem Label VP Records mit dem Namen "Ex-Clusive". Zwischen 1991 und 1992 hatte er mehrere erfolgreiche Hits, die von namhaften Produzenten wie King Jammy ("O.P.P."), Bobby Digital ("Tek Him") und Sly & Robbie ("Be Patient") komponiert wurden. Im selben Zeitraum erlangte Mad Cobra internationale Bekanntheit und hatte fünf Nummer-eins-Hits in den UK Reggae Charts. Für eine Woche hatte er sogar neun Songs auf einmal in den Top 20. Er arbeitete auch mit vielen englischen Reggaekünstlern zusammen. Sein Erfolg in England litt jedoch durch eine Kontroverse wegen seiner Single "Crucifixion", die wegen ihrer homophoben Texte Aufsehen erregte. Nach seinen großen Erfolg in England unterschrieb er 1992 einen Vertrag bei dem amerikanischen Major-Label Columbia Records. Dort veröffentlichte er unter anderem das Album "Hard to Wet, Easy to Dry", von dem die Singleauskopplung "Flex" ein großer Hit wurde. Der Song erreichte Platz Eins in den Billboard Hot Rap Tracks Charts und war in den Top Ten der R&B Charts weltweit vertreten. Die nächste Single mit dem Namen Legacy war jedoch ein großer Misserfolg. Danach veröffentlichte Mad Cobra seine Songs für die nächsten Jahre auf kleinen Labels, hauptsächlich für den jamaikanischen Markt. 1993 hatte er jedoch mit den Songs "Mek Noise" und "Matie Haffi Move" zwei kommerzielle Hits. Zu jener Zeit waren seine Deejay-Clashs mit Buju Banton auf dem Sting Festival in Portmore, Jamaika, besonders bekannt. 1994 arbeitete er viel mit den Studios von King Jammy zusammen und veröffentlichte unter dessen Produktion das Album "Venom" und mehrere Singles. Darunter Hits wie "Fat and Buff", "Length and Bend" und sein erster dem Rastafari-Glauben gewidmeter Song "Selassie I Rule". 1996 unterzeichnete Mad Cobra erneut bei Columbia Records und brachte sein zweites kommerzielles Album "Milkman" heraus. Im selben Jahr hatte er mit einem Vertrag bei EMI ein zweites Major-Label, wo er auch eine Single veröffentlichte. 1999 erschien auf dem Label auch ein Album mit dem Namen "OK Ride On". 2004 erschien sein vorerst letztes von zwanzig Alben auf dem englischen Label Heartbeat Records mit dem Namen Words of Warning. Mad Cobra bringt aber weiterhin Singles heraus. In der Nacht zum 11. Mai 2010 wurde Mad Cobra in der Nähe seines Hauses im Stadtteil Braeton in Portmore, Jamaika, dreimal in die Brust geschossen und schwer verwundet. Daraufhin wurde er in ein Krankenhaus in Spanish Town gebracht. Es stellte sich heraus, dass er Ärger mit ein paar Männern hatte, da er sie mit den Scheinwerfern seines Autos geblendet hatte. Als er aussteigen wollte, um mit ihnen zu reden, schossen sie auf ihn und flohen unerkannt. Einige Wochen später wurde er aus dem Krankenhaus entlassen. Im August 2010 hatte Mad Cobra auf dem Reggae Jam 2010 in Bersenbrück seinen ersten Auftritt in Deutschland.

## Diskografie
Songs auf Riddim-Veröffentlichungen und Compilations wurden nicht berücksichtigt

### Alben
- 1990 – Bad Boy Talk – Penthouse Records
- 1991 – Ex-Clusive – Charm
- 1992 – Spotlight – VP Records
- 1992 – Merciless Bad Boy – VP Records
- 1992 – Hard To Wet, Easy To Dry – Columbia Records
- 1992 – Your Wish – Esoldun, Lagoon
- 1992 – Step Aside – Sky High
- 1993 – Goldmine – Rhino Records
- 1993 – Shoot To Kill – Esoldun, Lagoon
- 1994 – Mr. Pleasure – VP Records
- 1994 – Venom – VP Records
- 1994 – Mr. Pleasure – Greensleeves Records
- 1995 – Shocking Vibes Presents: Beenie Man Meets Mad Cobra – VP Records
- 1996 – Exclusive Decision – VP Records
- 1996 – Playaz in Paradise – New Quest
- 1996 – Milkman – Capitol Records
- 1996 – Sexperience – Versatal
- 1999 – OK Ride On – EMI
- 2001 – Cobra – Artists Only! Records
- 2004 – Words of Warning – Heartbeat Records

### Singles, Dublates
| - 1989 – Respect Woman – Tuff Gong - 1989 – Shoot to Kill – White label - 1989 – Merciless Bad Boy – White label - 1989 – Ze Taurus – Charm - 1990 – Bad Boy Talk – Penthouse Records - 1990 – Yush – Penthouse Records - 1990 – Gundelero – Penthouse Records - 1991 – Sex Appeal – Digital-B - 1991 – O.P.P. – Charm - 1991 – Stop Dis The Girls – Sinbad Production - 1991 – Let Off – White label - 1991 – Tek Him – Digital-B - 1991 – Yu Think A Little Gun? – Bee Cat Records - 1992 – Crucifixion – Digital-B - 1992 – Flex – Columbia Records - 1992 – Legacy – Columbia Records - 1992 – Rod Out – Top Rank - 1992 – Be Patient – Charm - 1992 – Dead End Street – Columbia Records - 1993 – R.I.P. – John John Records - 1993 – Find and Kill – Digital-B - 1993 – Matie Haffi Move – Q45 - 1993 – Mek Noise – White label - 1993 – Length & Bend – John John Records - 1994 – More Dem Talk – Shocking Vibes - 1994 – Fat and Buff – Shocking Vibes - 1994 – Selassie I Rule – Digital-B - 1995 – Dun Wife – How Yu Fi Sey Dat ? - 1995 – Give Thanks To The Father – Kings Of Kings - 1995 – Give The Youth A Bly – Digital-B | - 1995 – Ghetto Pressure / Matie Late – Digital-B - 1995 – Poor Man Shoe – Penthouse Records - 1996 – Big Long John – EMI - 1996 – Lipstick Stain – Greensleeves Records - 1996 – Deth Rock, Wish You Were Here With Me – Versatal - 1996 – Tallness – Greensleeves Records - 1996 – Them A Bad Man – Greensleeves Records - 1996 – Dancehall Sampler – EMI America - 1997 – Dem Need It – Stingray Records - 1998 – Gal Splurt – Xtra Large Productions - 1998 – War – Xtra Large Productions - 1998 – Ladda Bay – Virgin - 1998 – Anytime Yu Want War – VP Records - 1999 – Ah Murder – VP Records - 1999 – One Suite – Q45 - 1999 – Rush Mi Nuh – X-con Entertainment - 1999 – Tek Dat – Call Me $ham$ - 1999 – Corrupt – Mentally Disturbed Vinyls - 1999 – Throne Face – Greensleeves Records - 2000 – Me & My Crew – Jam II Records - 2000 – Keep It Tight – Way Out Records - 2000 – Yuh Nuh Like Dat – Black Shadow Records - 2000 – Gunslingerz – AO! Records - 2000 – Unexpected – Rude Boy - 2000 – Draw Mi Out / Narrow Escape – Hi-Grade Music - 2000 – Anything – Mentally Disturbed Vinyls - 2001 – Duppy Bat – Fat Eyes Records - 2001 – Just Di Flex – Militant Muzik - 2001 – How Dem So Tough – Stone Love - 2002 – Press Trigger – Black Shadow Records | - 2002 – Real Bad Man – Playhouse Records - 2002 – Hands Up – Rattler Records - 2002 – Start It Nuh – Xplicit Productions - 2002 – Boom Wuck – Don Corleon Records - 2002 – Double Sick – South Rakkas Crew - 2002 – In The Streets – CJ Records - 2002 – Haunted – Black Shadow Records - 2003 – Arms Length – Real Music - 2003 – Combine In – Jah Snowcone - 2003 – Wah Happen To Dat – Black Shadow Records - 2003 – Betta Wuk – Awful Music - 2003 – Dem Fi Go Weh – Builders - 2003 – Hot This Time – Raggedy Joe Records - 2003 – Gone – Mad House - 2003 – Don’t Waste Me Time – Renaissance Records - 2003 – Few Lines – Thriller Music - 2004 – Don't Stop – Loony Bin Records - 2004 – Sick A Dis – John John Records - 2004 – Lock Di Place – 357 Records - 2004 – Gi Mi Gun – South Rakkas Crew - 2005 – Too Much Brain A Fry – Delperies Records - 2006 – When Dis A Go Stop – Supertronics Muzic - 2006 – Old School – Bankeylus - 2007 – Happen – Truck Back Records - 2009 – Poetic – John John Records - 2009 – Crimology – White Label - 2009 – Buss It – Don Corleon Records - 2010 – Stress Out – White Label |

### Zusammenarbeit mit anderen Künstlern
- 1989 – Na Go Work (feat. Tricia McKay) – White Label
- 1990 – Feeling Lonely (feat. Beres Hammond) – Penthouse Records
- 1994 – Body Call / Love How You (feat. Powerman) – Black Scorpio
- 1995 – Stepping To Mount Zion (feat. Marcia Griffiths, Buju Banton, Beenie Man, Tony Rebel) – Penthouse Records
- 1996 – You’re Makin Me High (feat. Toni Braxton) – LaFace Records
- 1996 – Sting Night (feat. Ninjaman) – EMI America
- 1996 – It’s A Shame (feat. Channel Live) – EMI America
- 1997 – Correction We Fix (feat. Merciless) – Greensleeves Records
- 1997 – Here We Go Again (feat. Dennis Brown) – Black Scorpio
- 1999 – Foundation / Good Hole (feat. General T.K) – White Label
- 2001 – Cobrastyle (feat. Teddybears) – Big Beat
- 2002 – G String (feat. Keke Flint) – Awful Music
- 2003 – Wuk Dat / Taxi Cab (feat. General B & Lexxus) – Kings of Kings
- 2003 – Tattoo (feat. Voice Mail) – First Name Music
- 2003 – Mad Dem (feat. Christopher) – Mo' Music Productions
- 2004 – Lazy Gal (feat. Keke Flint) – Baby G Productions
- 2006 – The Technic Of Remixes With Sean Paul & Cobra (feat. Sean Paul) – Black Shadow Records
- 2015 -- Night Riders (feat. Major Lazer, 2 Chainz, Pusha T & Travi$ Scott) -- "Mad Decent Records"